# Seznam kamenů zmizelých na Smíchově

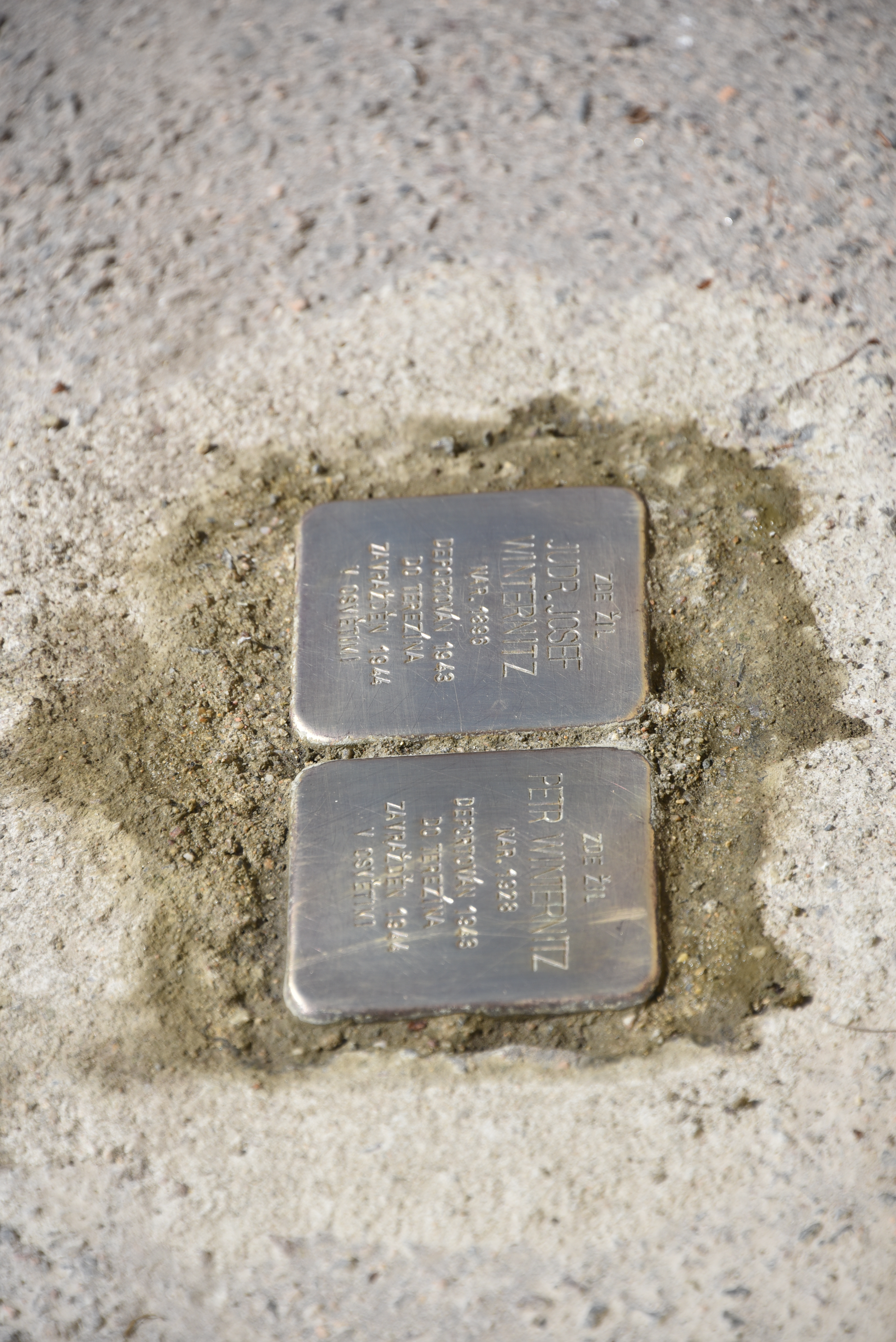
Stolperstein pro Josefa a Petra Winternitze v Praze-Smíchově

Seznam kamenů zmizelých na Smíchově obsahuje pamětní kameny obětem nacismu na Smíchově (městská čtvrť Prahy). Jsou součástí celoevropského projektu Stolpersteine německého umělce Guntera Demniga. Kameny zmizelých jsou věnovány osudu těch, kteří byli nacisty deportováni, vyhnáni, zavražděni nebo spáchali sebevraždu.
Kameny zmizelých se zpravidla nacházejí před posledním místem pobytu obětí. První instalace v Praze se uskutečnila 8. října 2008.

## Stolpersteine
Na Smíchově se nacházejí tyto kameny zmizelých:
| Obrázek | Nápis | Bydliště                           | Jméno, život               |
| ------- | --- | ---------------------------------- | -------------------------- |
|         | ZDE BYDLELA BERTA KATZOVÁ ROZ. REZKOVÁ NAR. 1876 DEPORTOVÁNA 1942 DO TEREZÍNA ZAVRAŽDĚNA 1942 V TREBLINCE | Praha 5, Janáčkovo nábřeží 1211/11 | Berta Katzová roz. Rezková |
|         | ZDE BYDLELA ALENA ROHATYNOVÁ NAR. 1926 DEPORTOVÁNA 1942 DO TEREZÍNA ZAVRAŽDĚNA                            | Praha 5, Na Václavce 1799/15       | Alena Rohatynová           |
|         | ZDE BYDLELA IRMA ROHATYNOVÁ NAR. 1886 DEPORTOVÁNA 1942 DO TEREZÍNA ZAVRAŽDĚNA                             | Praha 5, Na Václavce 1799/15       | Irma Rohatynová            |
|         | ZDE ŽIL JUDR. JOSEF WINTERNITZ NAR. 1896 DEPORTOVÁN 1943 DO TEREZÍNA ZAVRAŽDĚN 1944 V OSVĚTIMI            | Praha 5, Na Cihlářce 2092/10       | JUDr. Josef Winternitz     |
|         | ZDE ŽIL PETR WINTERNITZ NAR. 1928 DEPORTOVÁN 1943 DO TEREZÍNA ZAVRAŽDĚN 1944 V OSVĚTIMI                   | Praha 5, Na Cihlářce 2092/10       | Petr Winternitz            |